# Portugal en el Festival de la Canción de Eurovisión 2017
Portugal participó en el LXII Festival de la Canción de Eurovisión, celebrado en Kiev, Ucrania del 9 al 13 de mayo del 2017, tras la victoria de Jamala con la canción "1944". La RTP, radiodifusora encargada de la participación lusa dentro del festival, confirmó la realización de una nueva edición de la clásica final nacional, el Festival RTP da Canção. Tras la realización de dos semifinales y una final, en la que concursaron 16 canciones compuestas por 16 compositores invitados por la RTP, fue elegido el tema "Amar pelos dois", interpretado por Salvador Sobral y compuesto por su hermana Luisa Sobral. El artista obtuvo 22 puntos, al ser el favorito del jurado profesional y segundo por el voto del público.
Portugal era considerada como una de las favoritas para vencer en el festival, al punto de lograr el primer lugar en las casas de apuestas solo un día antes de la realización de la final. Sorteada dentro de la primera semifinal, la nación portuguesa clasificó por cuarta vez en la historia a la gran final, y por último, sería declarada ganadora del concurso tras obtener 758 puntos, después de vencer con 382 puntos en la votación del jurado y posteriormente en la del público con 376 puntos. Siendo su primera victoria en 53 años de participación, "Amar pelos dois" se convirtió en la canción ganadora con mayor puntuación del concurso, rompiendo el récord impuesto por Jamala el año anterior. A su vez, Luisa Sobral, se convirtió en la primera mujer que gana como compositora en solitario en el festival.

## Historia de Portugal en el Festival
Portugal debutó en el Festival de 1964, participando desde entonces en 48 ocasiones. El mejor resultado del país es el 6° lugar en el que finalizó Lúcia Moniz con la canción "O meu coração não tem cor" con 92 puntos. Desde su debut, Portugal es uno de los países con los peores resultados dentro del concurso, siendo hasta 2017, el país con la mayor cantidad de años de participación sin ganar el concurso. Desde la introducción de las semifinales en 2004, Portugal solo ha avanzado en 3 ocasiones a la final. 
Portugal no concursó en la edición de 2016, debido a problemas financieros. Su participación previa fue la de Viena 2015, en la cual Leonor Andrade quedó eliminada en semifinales al obtener 19 puntos, finalizando 14.ª, con la canción "Há um mar que nos separa".

## Representante para Eurovisión

### Festival da Canção 2017
El Festival RTP da Canção 2017 fue la 51° edición del clásico festival portugués. La competencia tuvo lugar entre el 19 de febrero y el 5 de marzo de 2017, consistiendo en dos semifinales y una final. La RTP invitó a 16 compositores para que crearan una canción específica para el concurso y seleccionando al intérprete de la misma.
El 5 de marzo, en el Coliseu dos Recreios de Lisboa, se realizó la final con 8 participantes. Estos después de interpretar sus canciones, se sometieron a una votación compuesta al 50% por los votos de jurados pertenecientes a cada una de las regiones del país y el restante 50% correspondiente a la votación del público. Salvador Sobral fue declarado vencedor con 24 puntos, después de ganar la votación del jurado con 80 puntos, que le valieron 12 puntos, y terminar segundo en las llamadas del público, obteniendo 10 puntos.
| N.º | Artista           | Canción                       | Jurado | Televoto | Lugar | Puntos |
| --- | ----------------- | ----------------------------- | ------ | -------- | ----- | ------ |
| 1   | Jorge Benvinda    | «Gente bestial»               | 10     | 5        | 4     | 15     |
| 2   | Pedro Gonçalves   | «Don't Walk Away»             | 5      | 8        | 6     | 13     |
| 3   | Lena d'Água       | «Nunca me fui embora»         | 5      | 3        | 7     | 8      |
| 4   | Salvador Sobral   | «Amar pelos dois»             | 12     | 10       | 1     | 22     |
| 5   | Fernando Daniel   | «Poema a dois»                | 7      | 7        | 5     | 14     |
| 6   | Celina da Piedade | «Primavera»                   | 10     | 6        | 3     | 16     |
| 7   | Deolinda Kinzimba | «O que eu vi nos meus sonhos» | 3      | 4        | 8     | 7      |
| 8   | Viva La Diva      | «Nova glória»                 | 6      | 12       | 2     | 18     |

## En Eurovisión
De acuerdo a las reglas del festival, todos los concursantes inician desde las semifinales, a excepción del anfitrión (en este caso, Ucrania) y el Big Five compuesto por Alemania, España, Francia, Italia y Reino Unido. El sorteo realizado el 31 de enero de 2017, Portugal fue sorteado en la primera semifinal del festival. En este mismo sorteo, se determinó que participaría en la primera mitad de la semifinal (posiciones 1-9). Semanas después, ya conocidos los artistas y sus respectivas canciones participantes, la producción del programa dio a conocer el orden de actuación, determinando que Portugal participaría en la posición 9, precedido por Azerbaiyán y seguido por Grecia.
Los comentarios de la RTP corrieron a cargo de José Carlos Malato y Nuno Galopim, mientras que la portavoz de la votación del jurado profesional portugués fue Filomena Cautela.

### Semifinal 1
Debido a problemas de salud del cantante, Salvador Sobral no pudo presentarse a los primeros ensayos de la delegación portuguesa los días 30 de abril y 4 de mayo. Su lugar fue tomado por su hermana y compositora de la canción, Luisa Sobral. Salvador se incorporó hasta los ensayos generales del 8 y 9 de mayo. El ensayo general de la tarde del 12 fue tomado en cuenta por los jurados profesionales para emitir sus votos, que representan el 50% de los puntos.
La actuación portuguesa fue una de las más sencillas de todas. Salvador interpretó la canción solo en el plató en medio del público, mientras se proyectaba en la pantalla LED el fondo de un bosque que pasaba de tonos azules a verdes durante el transcurso de la canción. Al final del programa, Portugal fue anunciado como uno de los 10 clasificados a la gran final, siendo apenas, la cuarta ocasión que avanzaban de las semifinales, desde su instauración en 2004. Los resultados revelados después de la final, le otorgaron la victoria con 370 puntos, desglosados en 173 puntos del jurado profesional y 197 por parte del televoto, clasificando también en primera posición en ambas votaciones. Este se convirtió, por mucho, en el mejor resultado de Portugal en una semifinal, superando los 120 puntos y el segundo lugar que obtuvo Vânia Fernandes en 2008.

### Final
Portugal fue sorteado para participar en la primera mitad de la final (posiciones 1-13), en el sorteo realizado en la conferencia de prensa de los ganadores, realizada una vez terminada la semifinal. Una vez conocidos todos los finalistas, la producción dio a conocer el orden de actuación en la final, en la cual se definió que Portugal se presentaría en 11.ª posición, después de Dinamarca y antes de Azerbaiyán. Salvador tomó parte de los ensayos generales con vestuario los días 12 y 13 de mayo. El ensayo general de la tarde del 12 fue tomado en cuenta por los jurados profesionales para emitir sus votos, que representan el 50% de los puntos. La actuación se mantuvo exactamente igual a la realizada en la semifinal.
Durante las votaciones, Portugal venció inicialmente en la votación de los jurados profesionales, obteniendo 382 puntos, récord de puntos superando los 353 de Suecia en 2015, y obteniendo 18 máximas puntuaciones. Posteriormente, se revelaron las puntuaciones pertenecientes al televoto. La victoria holgada de Portugal en el jurado permitió que mantuviera el liderato, después de sumarse los puntos de los países ubicados entre el 3° y último lugar, consiguiendo finalmente la victoria tras obtener también el primer lugar para el público con 376 puntos. Sumó en total 758 puntos, rompiendo el récord de puntos impuesto por Jamala el año anterior. Para finalizar el show, Salvador interpretó "Amar pelos dois" junto a su hermana Luisa, tal como lo hizo tras su victoria en el Festival da Canção.

### Votación

#### Votación otorgada a Portugal

##### Semifinal 1
| Jurado                                                                                       | Jurado                                      | Jurado                 | Jurado                                   | Jurado                |
| 12 puntos                                                                                    | 10 puntos                                   | 8 puntos               | 7 puntos                                 | 6 puntos              |
| -------------------------------------------------------------------------------------------- | ------------------------------------------- | ---------------------- | ---------------------------------------- | --------------------- |
| - Azerbaiyán - España - Georgia - Islandia - Letonia - Moldavia - Polonia                    | - Chipre - Finlandia - Reino Unido          | - Eslovenia            | - Armenia - Bélgica - República Checa    | - Albania - Australia |
| 5 puntos                                                                                     | 4 puntos                                    | 3 puntos               | 2 puntos                                 | 1 punto               |
| - Grecia - Suecia                                                                            | - Italia - Montenegro                       |                        |                                          |                       |
| Televoto                                                                                     |                                             |                        |                                          |                       |
| 12 puntos                                                                                    | 10 puntos                                   | 8 puntos               | 7 puntos                                 | 6 puntos              |
| - Albania - Bélgica - Eslovenia - España - Finlandia - Islandia - Letonia - Polonia - Suecia | - Australia - Grecia - Italia - Reino Unido | - Azerbaiyán - Georgia | - Armenia - Montenegro - República Checa | - Chipre - Moldavia   |
| 5 puntos                                                                                     | 4 puntos                                    | 3 puntos               | 2 puntos                                 | 1 punto               |
|                                                                                              |                                             |                        |                                          |                       |

##### Final
| Jurado | Jurado                                                                             | Jurado | Jurado                                                                                           | Jurado              |
| 12 puntos | 10 puntos                                                                          | 8 puntos | 7 puntos                                                                                         | 6 puntos            |
| --- | ---------------------------------------------------------------------------------- | --- | ------------------------------------------------------------------------------------------------ | ------------------- |
| - Armenia - Eslovenia - España - Francia - Georgia - Hungría - Islandia - Israel - Letonia - Lituania - Países Bajos - Polonia - Reino Unido - República Checa - San Marino - Serbia - Suecia - Suiza | - Alemania - Bielorrusia - Dinamarca - Macedonia (ARY) - Malta - Noruega - Ucrania | - Austria - Azerbaiyán - Bélgica - Chipre - Estonia - Finlandia                                                     | - Australia - Croacia - Moldavia                                                                 | - Albania - Rumania |
| 5 puntos | 4 puntos                                                                           | 3 puntos | 2 puntos                                                                                         | 1 punto             |
| - Grecia - Irlanda - Italia |                                                                                    | |                                                                                                  |                     |
| Televoto |                                                                                    | |                                                                                                  |                     |
| 12 puntos | 10 puntos                                                                          | 8 puntos | 7 puntos                                                                                         | 6 puntos            |
| - Alemania - Austria - Bélgica - España - Finlandia - Francia - Islandia - Israel - Lituania - Noruega - Países Bajos - Suiza                                                                         | - Armenia - Croacia - Estonia - Irlanda - Letonia - Polonia - Suecia - Ucrania     | - Albania - Azerbaiyán - Eslovenia - Georgia - Grecia - Malta - Montenegro - Reino Unido - República Checa - Serbia | - Australia - Bielorrusia - Bulgaria - Chipre - Hungría - Macedonia (ARY) - Rumania - San Marino | - Moldavia          |
| 5 puntos | 4 puntos                                                                           | 3 puntos | 2 puntos                                                                                         | 1 punto             |
| - Dinamarca - Italia |                                                                                    | |                                                                                                  |                     |

#### Votación realizada por Portugal
| Puntos    | Jurado          | Televoto        |
| --------- | --------------- | --------------- |
| 12 puntos | República Checa | Moldavia        |
| 10 puntos | Moldavia        | Suecia          |
| 8 puntos  | Azerbaiyán      | Bélgica         |
| 7 puntos  | Finlandia       | Finlandia       |
| 6 puntos  | Australia       | Georgia         |
| 5 puntos  | Suecia          | Grecia          |
| 4 puntos  | Armenia         | Eslovenia       |
| 3 puntos  | Georgia         | Chipre          |
| 2 puntos  | Grecia          | República Checa |
| 1 punto   | Polonia         | Azerbaiyán      |

| Puntos    | Jurado       | Televoto |
| --------- | ------------ | -------- |
| 12 puntos | Azerbaiyán   | Moldavia |
| 10 puntos | Austria      | Bélgica  |
| 8 puntos  | Bélgica      | Bulgaria |
| 7 puntos  | Suecia       | Rumania  |
| 6 puntos  | Moldavia     | Francia  |
| 5 puntos  | Australia    | España   |
| 4 puntos  | Francia      | Italia   |
| 3 puntos  | Países Bajos | Ucrania  |
| 2 puntos  | Noruega      | Hungría  |
| 1 punto   | Chipre       | Suecia   |

##### Desglose
El jurado portugués estuvo comformado por:
- Tozé Brito - presidente del jurado - (compositor, cantante, director de la Sociedad Portuguesa de Autores)
- Nelson Carvalho - (productor musical, ingeniero de sonido)
- Inês Meneses - (radialista)
- Celina da Piedade - (músico)
- Ramón Galarza - (músico, productor musical)

| Semifinal 1 | Semifinal 1     | Semifinal 1                | Semifinal 1                | Semifinal 1                | Semifinal 1                | Semifinal 1                | Semifinal 1                | Semifinal 1                | Semifinal 1                | Semifinal 1                |
| N.º         | País            | Jurado                     | Jurado                     | Jurado                     | Jurado                     | Jurado                     | Jurado                     | Jurado                     | Televoto                   | Televoto                   |
| N.º         | País            | T. Brito                   | N. Carvalho                | I. Meneses                 | C. da Piedade              | R. Galarza                 | Ranking                    | Puntos                     | Ranking                    | Puntos                     |
| ----------- | --------------- | -------------------------- | -------------------------- | -------------------------- | -------------------------- | -------------------------- | -------------------------- | -------------------------- | -------------------------- | -------------------------- |
| 01          | Suecia          | 5                          | 3                          | 6                          | 5                          | 7                          | 6                          | 5                          | 2                          | 10                         |
| 02          | Georgia         | 12                         | 4                          | 14                         | 11                         | 4                          | 8                          | 3                          | 5                          | 6                          |
| 03          | Australia       | 2                          | 7                          | 5                          | 3                          | 8                          | 5                          | 6                          | 12                         |                            |
| 04          | Albania         | 17                         | 15                         | 15                         | 17                         | 15                         | 17                         |                            | 17                         |                            |
| 05          | Bélgica         | 15                         | 11                         | 4                          | 15                         | 16                         | 13                         |                            | 3                          | 8                          |
| 06          | Montenegro      | 11                         | 17                         | 17                         | 9                          | 17                         | 15                         |                            | 16                         |                            |
| 07          | Finlandia       | 3                          | 2                          | 7                          | 6                          | 6                          | 4                          | 7                          | 4                          | 7                          |
| 08          | Azerbaiyán      | 1                          | 1                          | 3                          | 13                         | 5                          | 3                          | 8                          | 10                         | 1                          |
| 09          | Portugal        | -------------------------- | -------------------------- | -------------------------- | -------------------------- | -------------------------- | -------------------------- | -------------------------- | -------------------------- | -------------------------- |
| 10          | Grecia          | 7                          | 10                         | 8                          | 12                         | 9                          | 9                          | 2                          | 6                          | 5                          |
| 11          | Polonia         | 9                          | 9                          | 13                         | 10                         | 10                         | 10                         | 1                          | 13                         |                            |
| 12          | Moldavia        | 6                          | 8                          | 2                          | 2                          | 2                          | 2                          | 10                         | 1                          | 12                         |
| 13          | Islandia        | 8                          | 12                         | 10                         | 8                          | 14                         | 11                         |                            | 11                         |                            |
| 14          | República Checa | 4                          | 5                          | 1                          | 1                          | 1                          | 1                          | 12                         | 9                          | 2                          |
| 15          | Chipre          | 10                         | 16                         | 11                         | 4                          | 13                         | 12                         |                            | 8                          | 3                          |
| 16          | Armenia         | 14                         | 6                          | 12                         | 7                          | 3                          | 7                          | 4                          | 14                         |                            |
| 17          | Eslovenia       | 16                         | 14                         | 16                         | 14                         | 12                         | 16                         |                            | 7                          | 4                          |
| 18          | Letonia         | 13                         | 13                         | 9                          | 16                         | 11                         | 14                         |                            | 15                         |                            |

| Final | Final        | Final                      | Final                      | Final                      | Final                      | Final                      | Final                      | Final                      | Final                      | Final                      |
| N.º   | País         | Jurado                     | Jurado                     | Jurado                     | Jurado                     | Jurado                     | Jurado                     | Jurado                     | Televoto                   | Televoto                   |
| N.º   | País         | T. Brito                   | N. Carvalho                | I. Meneses                 | C. da Piedade              | R. Galarza                 | Ranking                    | Puntos                     | Ranking                    | Puntos                     |
| ----- | ------------ | -------------------------- | -------------------------- | -------------------------- | -------------------------- | -------------------------- | -------------------------- | -------------------------- | -------------------------- | -------------------------- |
| 01    | Israel       | 17                         | 22                         | 25                         | 22                         | 15                         | 25                         |                            | 11                         |                            |
| 02    | Polonia      | 15                         | 17                         | 20                         | 18                         | 9                          | 19                         |                            | 21                         |                            |
| 03    | Bielorrusia  | 23                         | 16                         | 16                         | 2                          | 6                          | 12                         |                            | 16                         |                            |
| 04    | Austria      | 2                          | 2                          | 9                          | 4                          | 20                         | 2                          | 10                         | 17                         |                            |
| 05    | Armenia      | 19                         | 13                         | 10                         | 5                          | 16                         | 13                         |                            | 19                         |                            |
| 06    | Países Bajos | 9                          | 14                         | 11                         | 12                         | 7                          | 8                          | 3                          | 13                         |                            |
| 07    | Moldavia     | 13                         | 8                          | 1                          | 1                          | 22                         | 5                          | 6                          | 1                          | 12                         |
| 08    | Hungría      | 22                         | 15                         | 19                         | 6                          | 3                          | 15                         |                            | 9                          | 2                          |
| 09    | Italia       | 8                          | 21                         | 17                         | 15                         | 10                         | 18                         |                            | 7                          | 4                          |
| 10    | Dinamarca    | 20                         | 20                         | 21                         | 19                         | 5                          | 20                         |                            | 25                         |                            |
| 11    | Portugal     | -------------------------- | -------------------------- | -------------------------- | -------------------------- | -------------------------- | -------------------------- | -------------------------- | -------------------------- | -------------------------- |
| 12    | Azerbaiyán   | 1                          | 1                          | 2                          | 10                         | 21                         | 1                          | 12                         | 15                         |                            |
| 13    | Croacia      | 25                         | 25                         | 15                         | 24                         | 1                          | 22                         |                            | 12                         |                            |
| 14    | Australia    | 6                          | 7                          | 7                          | 8                          | 17                         | 6                          | 5                          | 22                         |                            |
| 15    | Grecia       | 12                         | 9                          | 14                         | 23                         | 12                         | 17                         |                            | 20                         |                            |
| 16    | España       | 11                         | 18                         | 8                          | 14                         | 19                         | 16                         |                            | 6                          | 5                          |
| 17    | Noruega      | 14                         | 6                          | 6                          | 3                          | 25                         | 9                          | 2                          | 24                         |                            |
| 18    | Reino Unido  | 4                          | 11                         | 13                         | 11                         | 24                         | 11                         |                            | 14                         |                            |
| 19    | Chipre       | 16                         | 12                         | 12                         | 7                          | 13                         | 10                         | 1                          | 18                         |                            |
| 20    | Rumania      | 24                         | 24                         | 24                         | 25                         | 2                          | 24                         |                            | 4                          | 7                          |
| 21    | Alemania     | 18                         | 19                         | 22                         | 21                         | 11                         | 23                         |                            | 23                         |                            |
| 22    | Ucrania      | 21                         | 23                         | 23                         | 17                         | 4                          | 21                         |                            | 8                          | 3                          |
| 23    | Bélgica      | 10                         | 3                          | 4                          | 13                         | 14                         | 3                          | 8                          | 2                          | 10                         |
| 24    | Suecia       | 7                          | 5                          | 5                          | 9                          | 18                         | 4                          | 7                          | 10                         | 1                          |
| 25    | Bulgaria     | 3                          | 4                          | 18                         | 16                         | 23                         | 14                         |                            | 3                          | 8                          |
| 26    | Francia      | 5                          | 10                         | 3                          | 20                         | 8                          | 7                          | 4                          | 5                          | 6                          |